# Chyromya robusta
Chyromya robusta är en tvåvingeart som först beskrevs av Friedrich Georg Hendel 1931.  Chyromya robusta ingår i släktet Chyromya och familjen gulflugor. Inga underarter finns listade i Catalogue of Life.